# Antoš Frolka
Antoš Frolka (13. června 1877 Kněždub – 8. června 1935 Tvarožná Lhota-Doubravka u Strážnice) byl moravský malíř, žák Joži Úprky. Hlavním námětem jeho realistických obrazů je život prostých lidí na slováckém venkově.

## Život

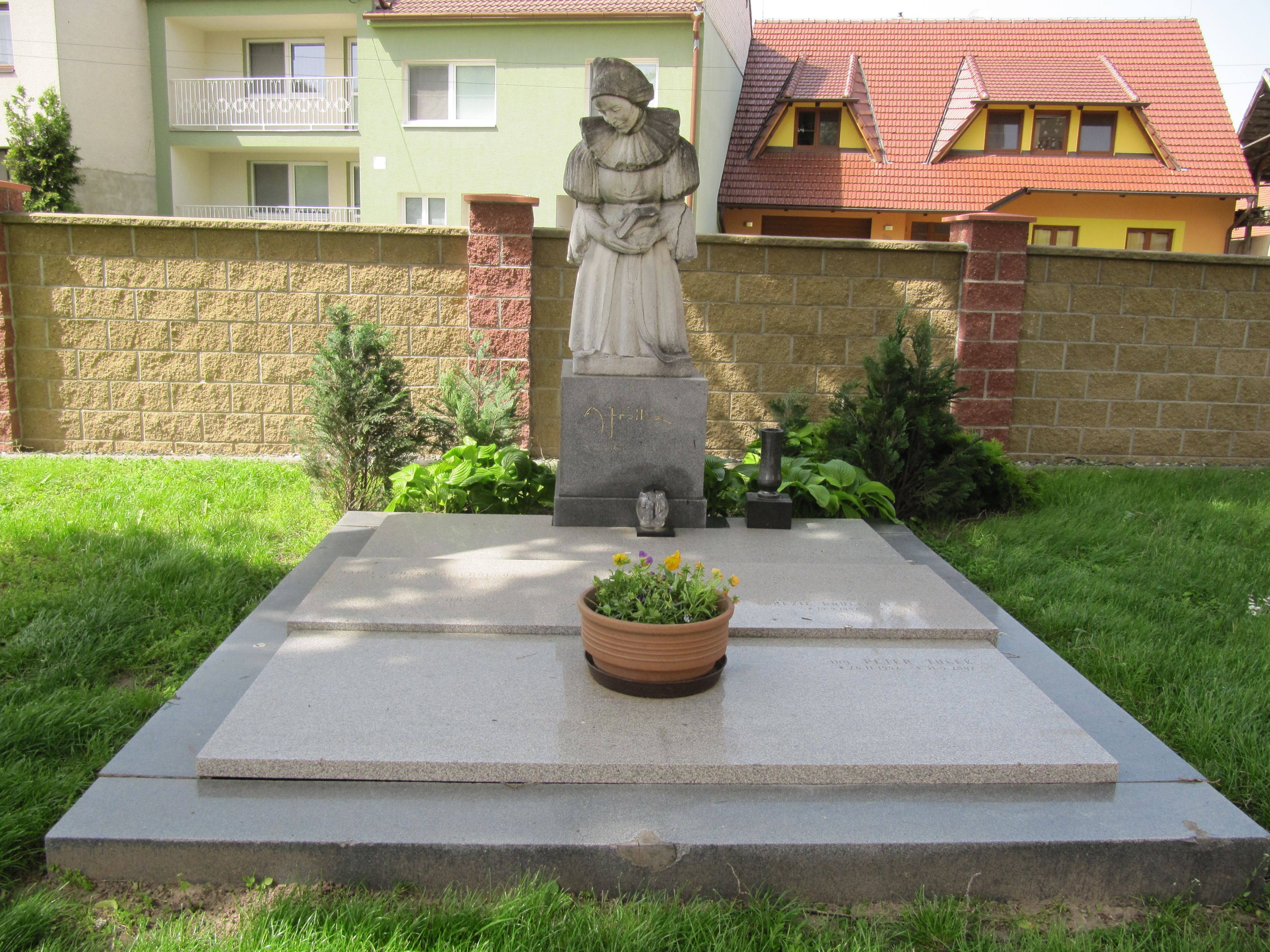
Kněždub, náhrobek malíře Antoše Frolky

Antoš Frolka, vlastním jménem Antonín Frolka, se narodil 13. června 1877 v obci Kněždub. Frolkův otec Jiří Frolka (1850-1908) byl sedlák – půlčtvrtník. Malý Antonín od mládí rád maloval, ale jeho otec si nepřál, aby se stal malířem. Po ukončení základního vzdělání chtěl Antonín, kterému se říkalo „Antoš“, pokračovat na střední škole s uměleckým zaměřením. Z finančních důvodů si to však rodina nemohla dovolit. Jeho malířského nadání si všiml tehdy již slavný malíř Joža Uprka, který žil v nedaleké Hroznové Lhotě. Antošův otec Jiří nakonec souhlasil. V roce 1897 vstoupil do hospodářské služby a malířského učení k Jožovi Uprkovi.
V roce 1901 vystavoval poprvé společně s Jožou Uprkou, Václavem Jíchou a Cyrilem Mandelem ve Strážnici. V roce 1902 a 1903 se pokusil o přijetí na malířskou Akademii v Praze. Nějaký čas i v Praze bydlel, ale po úmrtí matky se vrátil k Jožovi Uprkovi. Roku 1906 byl Frolka přijat na Akademii umění v bavorském Mnichově, kde byl žákem profesora Otto Seitze. Studium z rodinných důvodů opět nemohl dokončit a vrátil se domů. V roce 1907 složil zkoušky na malířskou Akademii ve Vídni, kde studoval u profesora Kazimierze Pochwalského. Ani zde mu osud nedopřál studium dokončit. Roku 1908 mu zemřel otec a Frolka se musel vrátit do rodného Kněždubu. Přátelil se s mnoha mnohými moravskými umělci (mj. bratři Mrštíkové, Oto Bystřina, Franta Úprka) a v r. 1907 se stal tajemníkem nově založeného Sdružení výtvarných umělců moravských v Hodoníně.
V roce 1909 se Frolka oženil s Marianou Falešníkovou z Tasova a začal hospodařit na statku, ve kterém si zřídil i malířský ateliér. Narodily se jim čtyři děti.
V roce 1914 získal studijní stipendium do Paříže, kde strávil několik měsíců. Po vypuknutí první světové války byl mobilizován a odvelen přes Vídeň na východní frontu. Na frontě prodělal vážné onemocnění, byl zproštěn válečné služby a na frontu se až do konce války nevrátil. V letech 1915–1916 pracoval ve Vídni jako módní návrhář.
Po návratu domů začal Frolka hospodařit a malování ve volném čase mu pomáhalo živit rodinu. Kromě vlastní malířské tvorby navrhl na objednávku řadu plakátů k různým společenským a kulturním událostem v regionu. Je autorem několika cyklů akvarelových maleb s námětem života na vesnici, které sloužily jako podklad pro tisk pohlednic.
V roce 1927 zakoupil statek Doubravka nedaleko Tvarožné Lhoty a přestěhoval se tam se svou rodinou. Po celý svůj život chodil v lidovém kroji a mluvil rodným slováckým nářečím.
Antoš Frolka zemřel po dlouhé nemoci 8. června 1935 v Doubravce a byl pohřben v rodném Kněždubu vedle bratrů Joži a Františka Úprkových.
Už během svého života Frolka jako člen vystavoval téměř na všech výstavách Sdružení výtvarných umělců moravských v Hodoníně a dalších městech: Německý Brod (1927), Prostějov (1930), Luhačovice (1933,1936). S úspěchem bylo jeho dílo prezentováno i v Praze, Paříži a Londýně. V 70. a 80. letech 20. století se konaly výstavy Frolkovy tvorby v regionálních galeriích v Hodoníně, Strážnici a Uherském Hradišti. V roce 2019 uspořádal Národní ústav lidové kultury reprezentativní výstavu díla Antoše Frolky na zámku ve Strážnici.

## Galerie

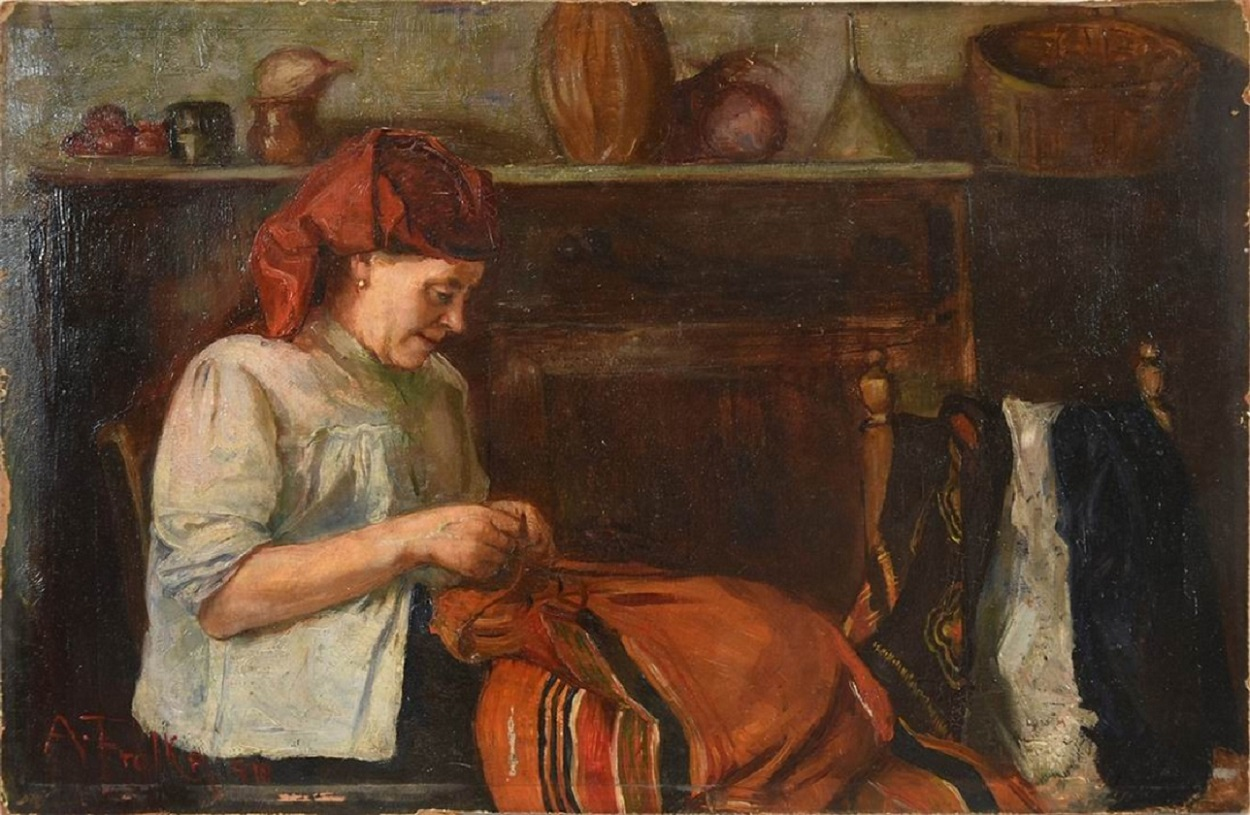
Antoš Frolka Žena při šití
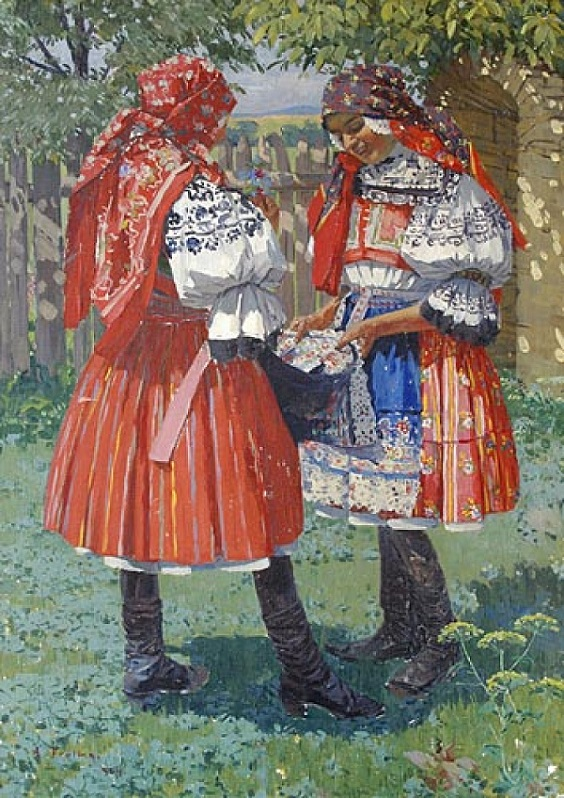
Antoš Frolka Dívky v krojích (1909)
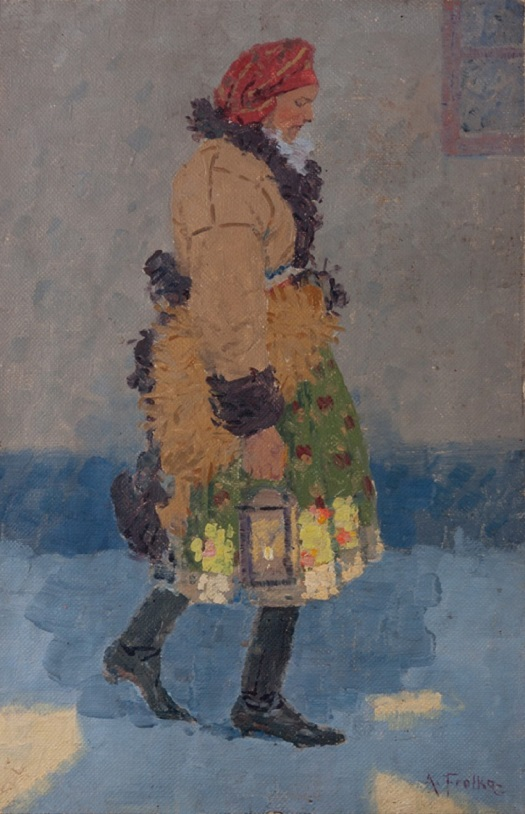
Antoš Frolka S lucernou (okolo 1910)
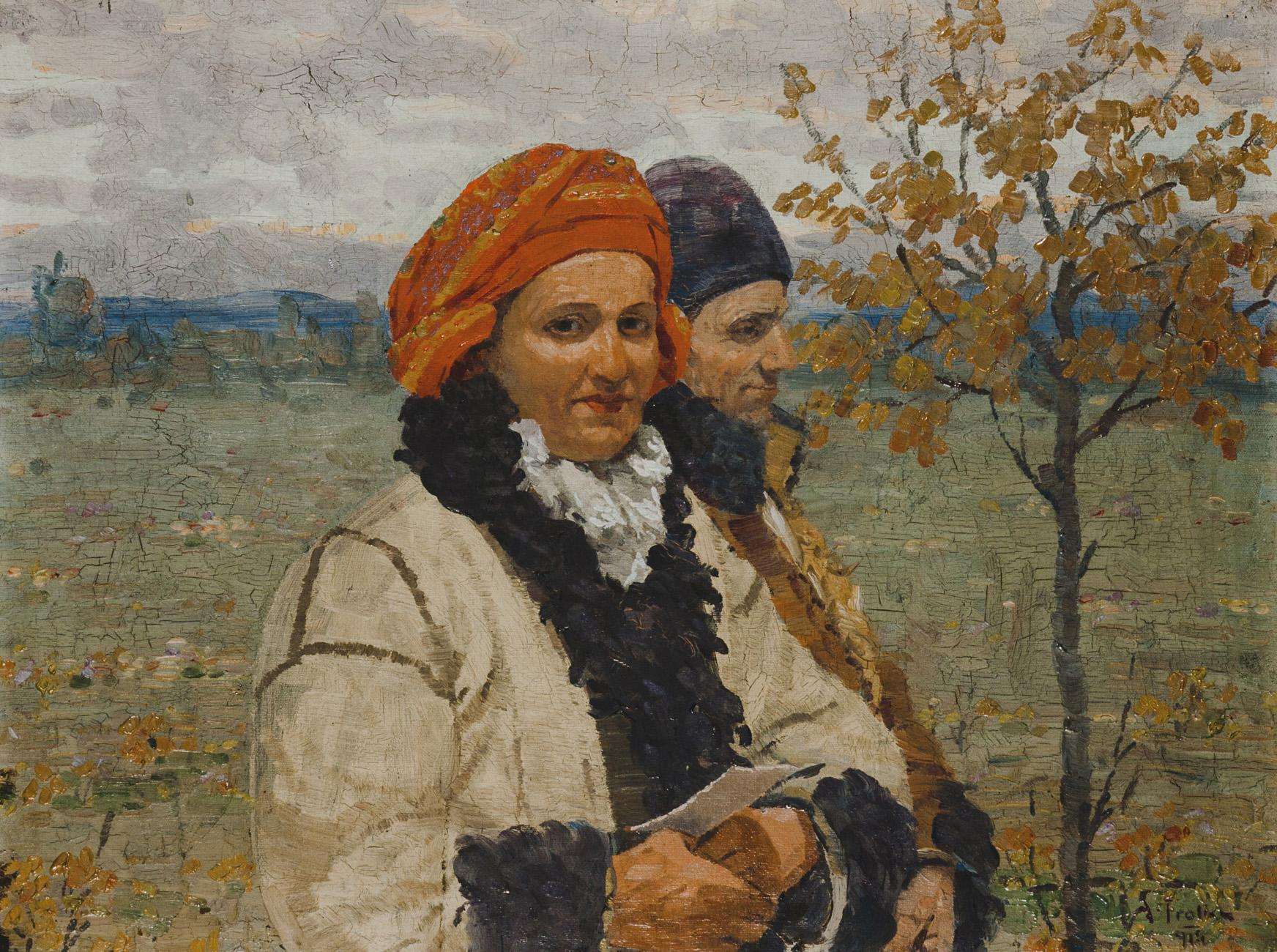
Antoš Frolka Na cestě do kostela
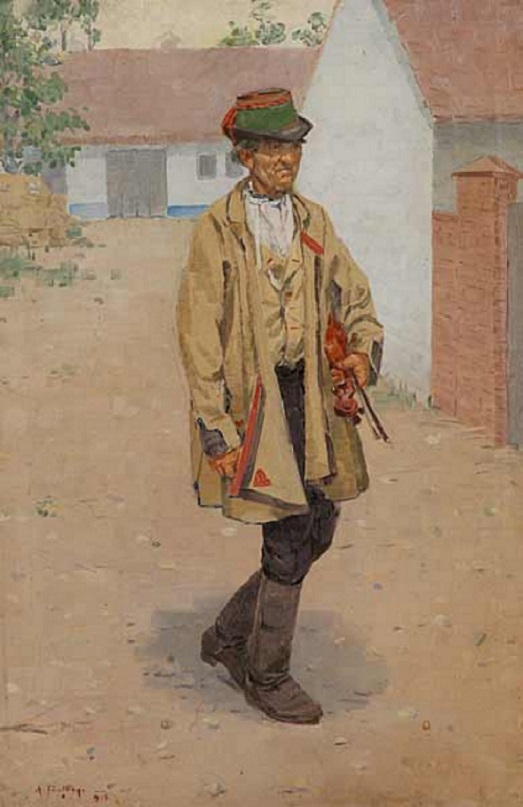
Antoš Frolka Gajdoš (1915)
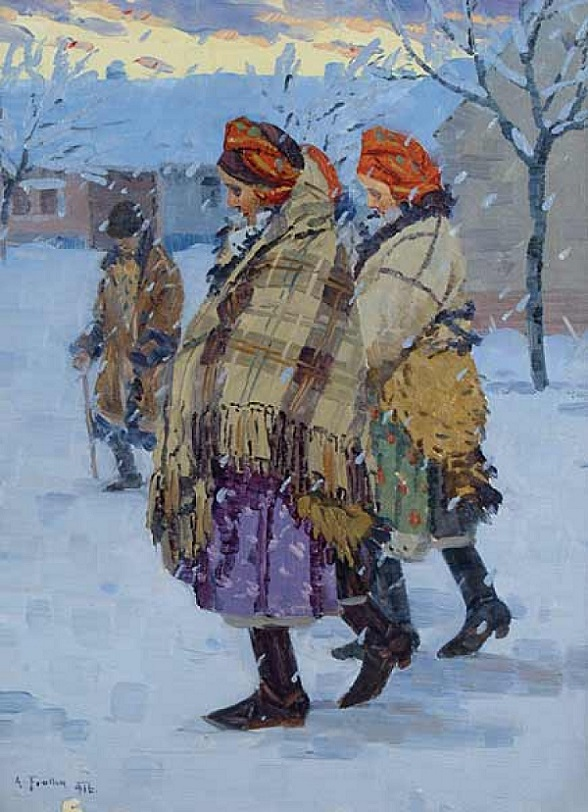
Antoš Frolka V zimě (1916)
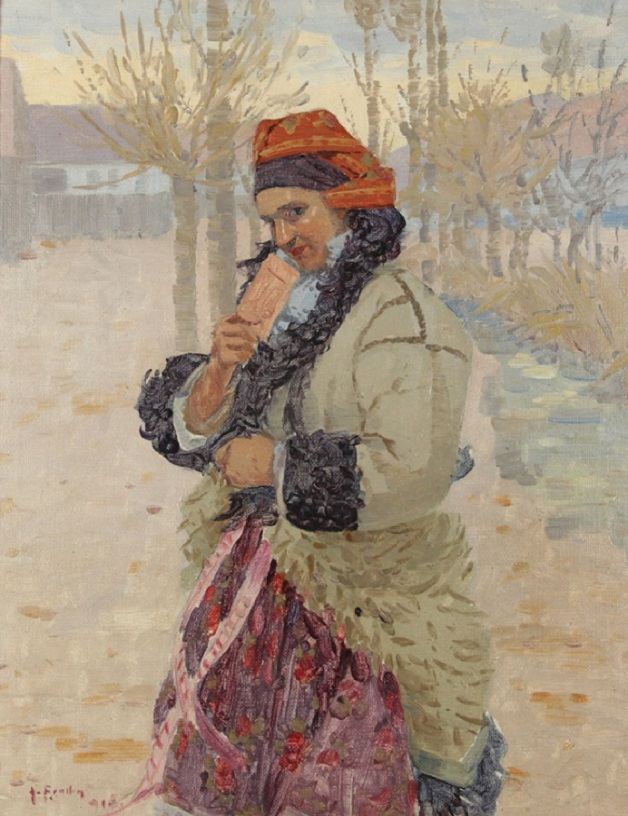
Antoš Frolka Mariána s dopisem (1918)
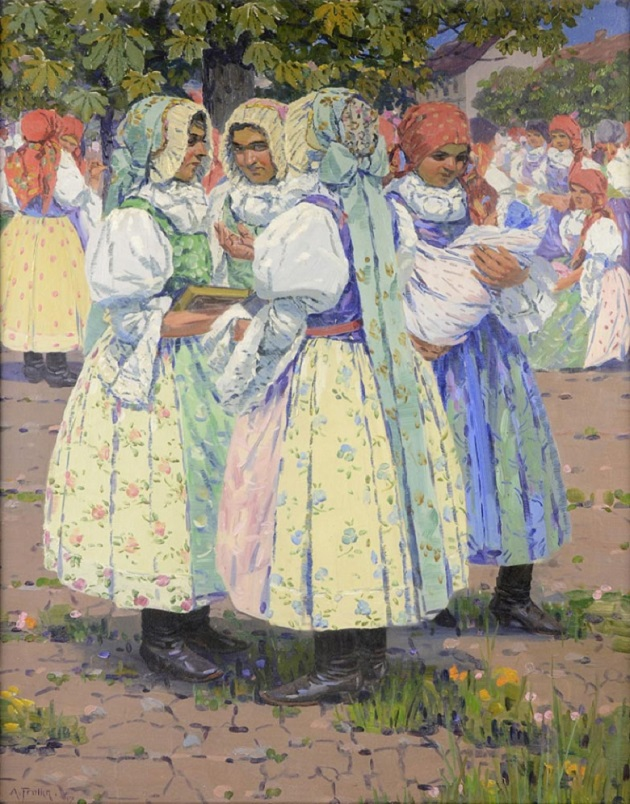
Antoš Frolka Slobodné panenky (1919)
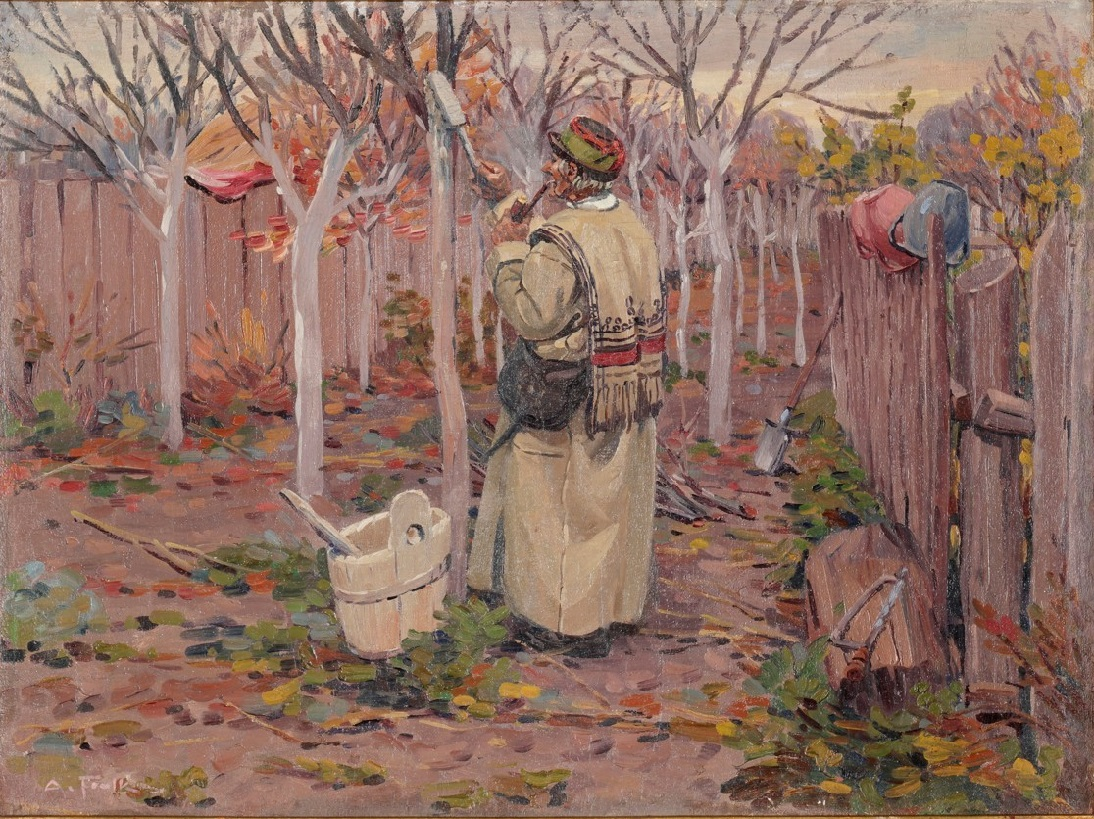
Antoš Frolka Práce v sadu
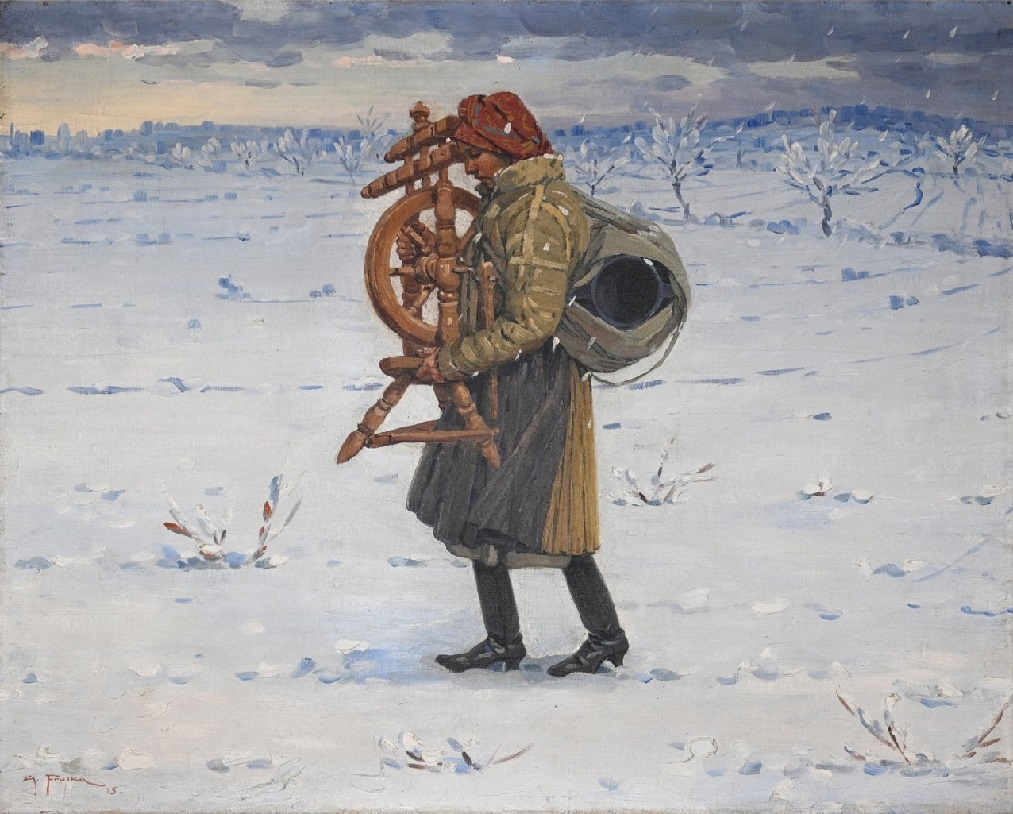
Antoš Frolka Přadlena (1925)
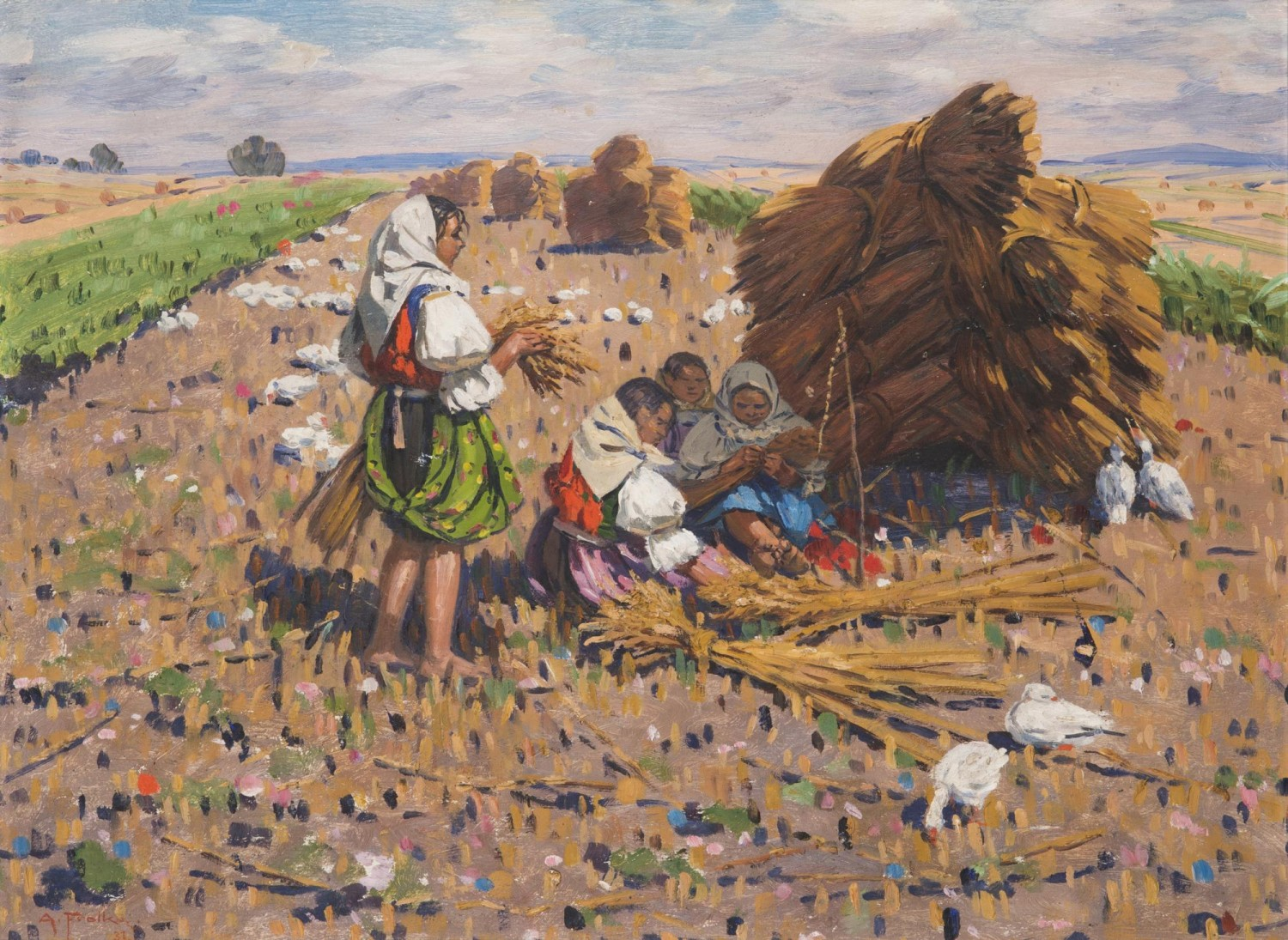
Antoš Frolka Sbírání klásků (1931)
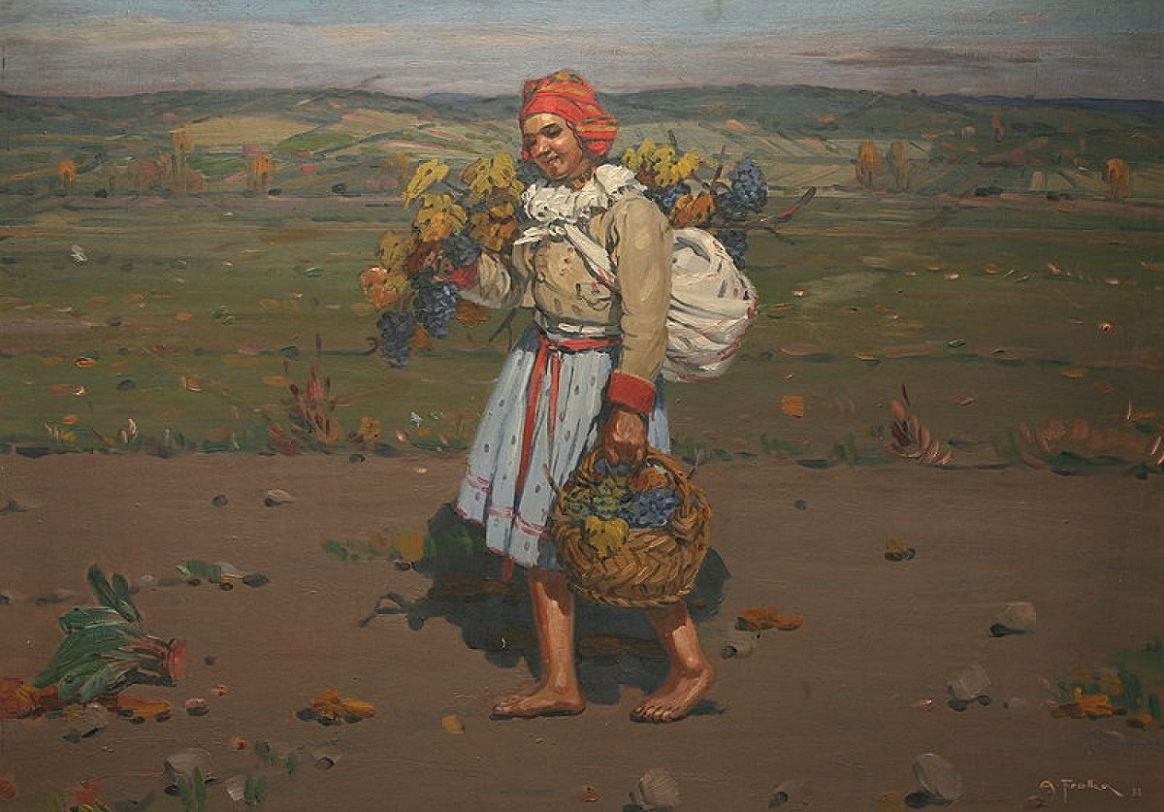
Antoš Frolka Z vinice (1933)
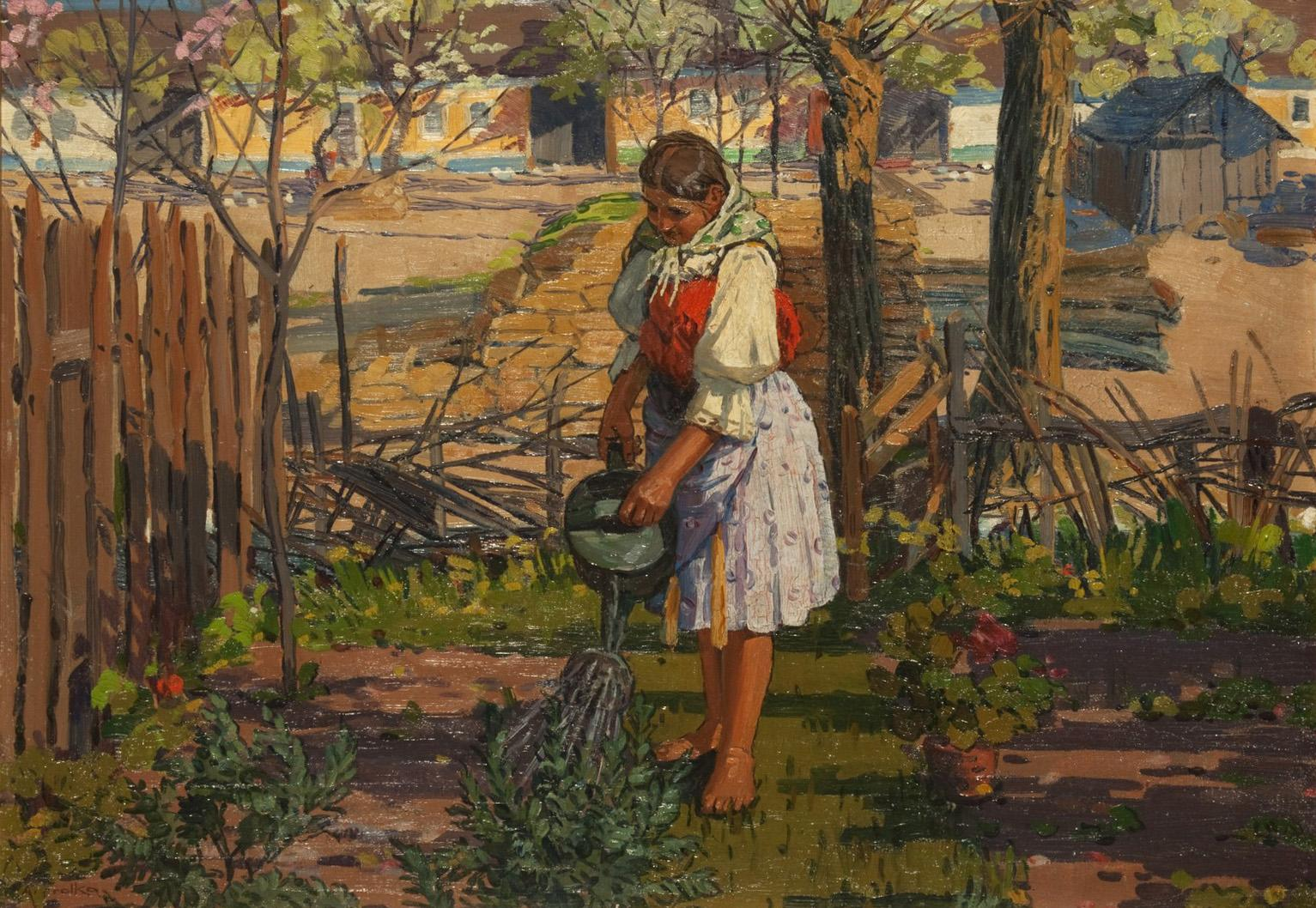
Antoš Frolka Mladá zahradnice
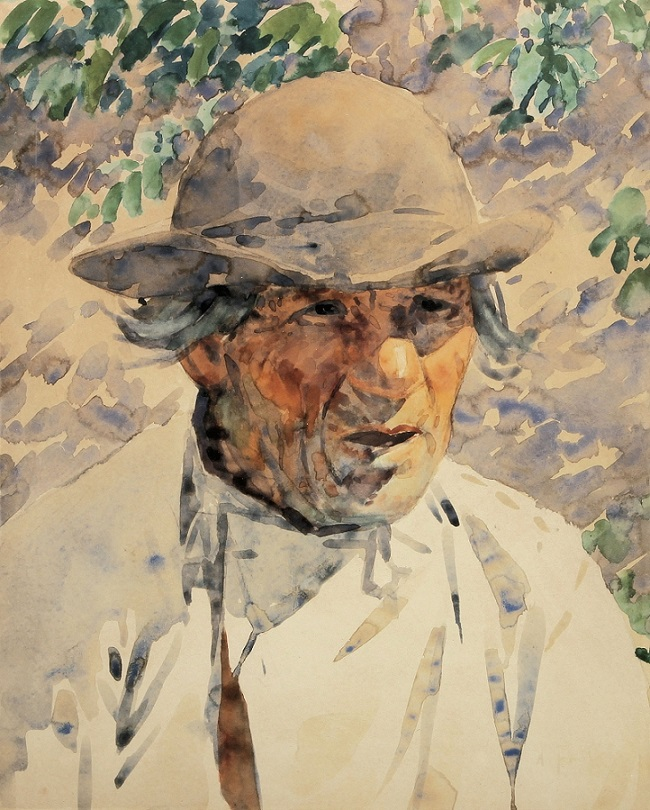
Antoš Frolka Bača (akvarel)
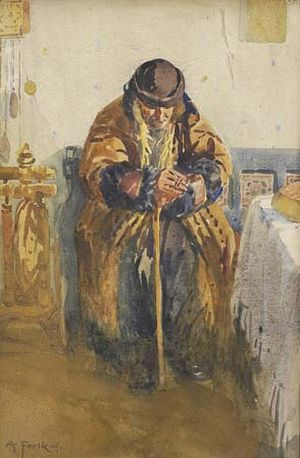
Antoš Frolka Sedící stařec (akvarel)
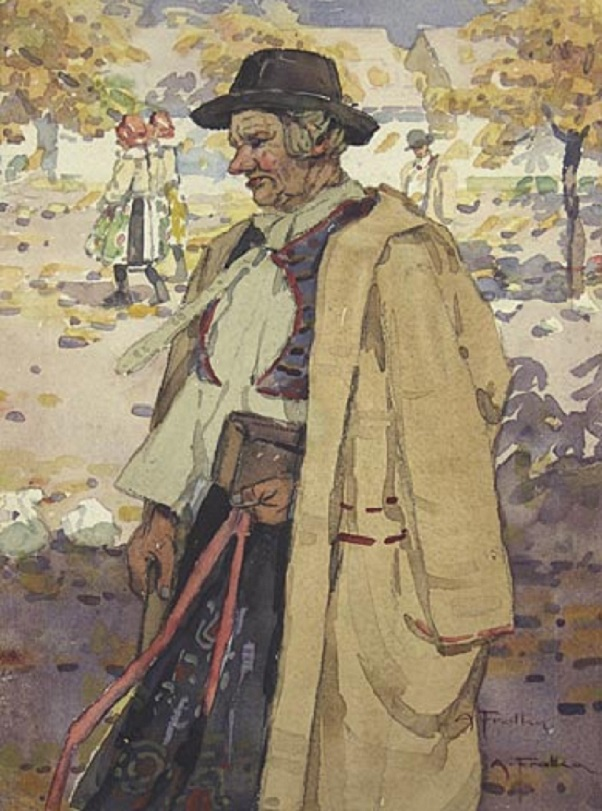
Antoš Frolka Muž s kancionálem (akvarel)
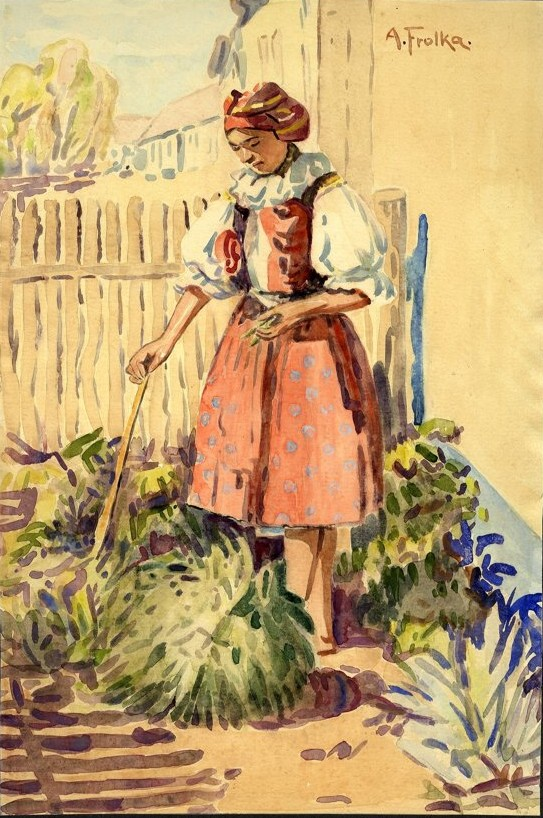
Antoš Frolka Na zahrádce (akvarel)
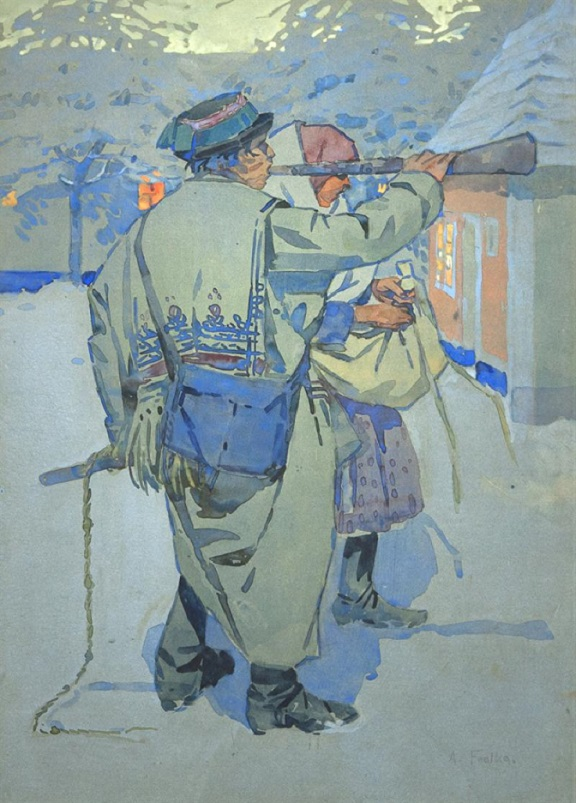
Antoš Frolka Ponocný (akvarel)
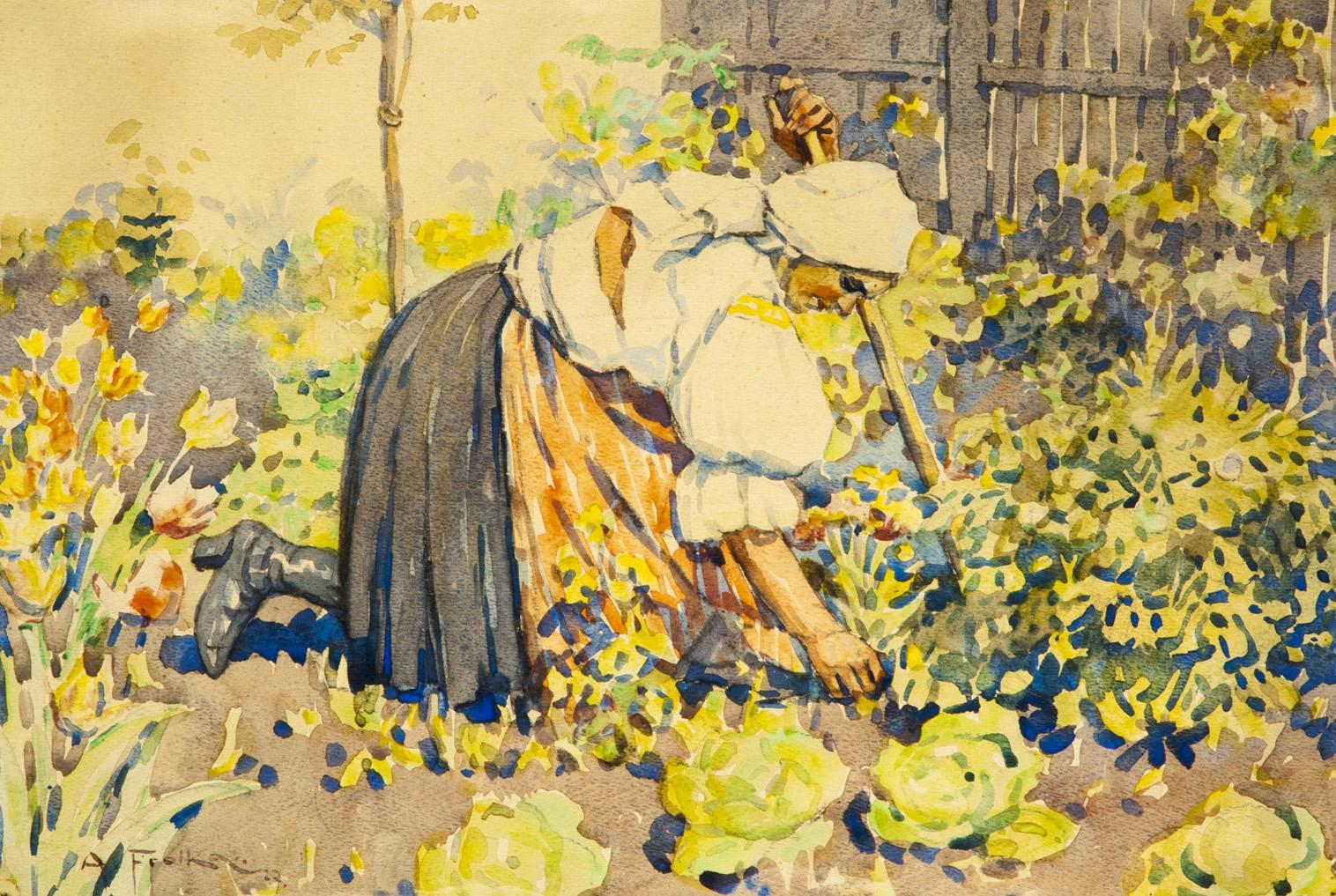
Antoš Frolka Zahradnice (akvarel, 1927)